# Loop (romanzo)
Loop (ループ?, Rūpu)  è un romanzo horror dello scrittore giapponese Kōji Suzuki. È il terzo capitolo della serie di romanzi, incominciata con Ring del 1991.

## Trama
La storia ruota attorno a uno studente di medicina chiamato Kaoru Futami. Suo padre, Hideyuki, contrae una malattia mortale conosciuta come Metastatic Human Cancer (MHC). Questo è un cancro terminale che coinvolge tutte le forme di vita organica: umani, animali e piante. Una serie di eventi portano il padre a raccontare a Kaoru del progetto LOOP al quale stava lavorando. Il progetto LOOP è essenzialmente un simulatore di realtà virtuale che intende rappresentare l'emergere della vita e come il mondo si è probabilmente evoluto. Si sa che la maggior parte di coloro che furono coinvolti nel progetto LOOP morirono dello stesso cancro. Kaoru, ora ventenne, conclude gli studi di medicina assumendo il ruolo di insegnante part-time. Spesso gli piace rilassarsi nella piscina pubblica dove incontro per la prima volta Reiko e suo figlio Ryoji. Successivamente li incontra nel reparto oncologia dove suo padre fu curato. Reiko gli chiede di aiutare suo figlio, che ha anche lui il virus. Kaoru accetta la sfida principalmente perché si innamora di Reiko, che è più grande di lui di 15 anni. Reiko è anche portatrice del virus MHC, come sua madre Machiko, ma nessuna di loro attualmente ha contratto il virus. Kaoru e Reiko incominciarono una relazione sessuale mentre Ryoji cominciava le sessioni di chemioterapia. Quando Ryoji lo scopre, si suicida gettandosi all'indietro da un edificio di 12 piani. E circa un mese dopo quando Reiko e Kaoru si incontrano un'altra volta lei pensa di essere incinta. Legge anche un messaggio di Ryoji che gli spiega il motivo del suo suicidio. Kaoru continua la sua investigazione sul LOOP e suo padre gli chiede di incontrare un uomo chiamato Amano. Amano, un microbiologo, fu coinvolto nelle fasi finali di LOOP prima di essere dismesso. Rivela a Kaoru che LOOP era un progetto in cui erano coinvolti un centinaio di supercomputer collegati insieme con l'obbiettivo di ricreare la vita. Amano inoltre parla a Kaoru di un laboratorio nel New Mexico dove un altro scienziato potrebbe essere vivo. Durante questo periodo scopre anche che le cellule cancerose sono tutte uguali a 2n X 3. La madre di Kaoru, Machiko, lo convince ad andare nel deserto dopo avergli raccontato la storia de "l'antico" che aveva un migliaio di occhi osservanti. Kaoru allora si avventura in questo posto trovando lo scienziato morto. Tuttavia, trova il suo laboratorio ed entra. Il computer si accende e desidera indossi un paio di occhiali per la realità virtuale e guanti. Li prova e un alcuni minuti dopo viene inviato nel mondo di Loop. Una volta nel LOOP, vive la vita di un nativo americano che aveva una moglie e due bambini. Differentemente dalla visione di un film, Kaoru sente realmente la sofferenza del nativo. Il suo personaggio viene brutalmente ucciso da bianchi. Poi ritorna nel mondo reale dove fa fatica a distinguere la differenza tra il mondo reale e il mondo di LOOP. Per capire se si trova nel mondo reale, si ferisce e poi chiama Reiko, poi Amano. Una volta che chiama Amano gli chiede specificamente le coordinate degli eventi che sono cruciali per l'evoluzione di LOOP: le vite di Asakawa, Takayama e Yamamura. Amano individua le esatte coordinate degli eventi che si svolgono. Gli spiega inoltre come Kaoru può sia fondere le conoscenze con le persone in LOOP o osservarle da lontano come un fantasma. Scopre successivamente, dettagliatamente, eventi dei romanzi precedenti navigando da differenti angolazioni. Inizialmente vede le cose dagli occhi di Ryuji, poi Asakawa, e infine si stabilisce su un personaggio chiamato Ando il quale scopre la verità su Sadako. Subito dopo, ha un'altra discussione con Amano, che sa che il creatore di LOOP aveva intenzione di ricreare la morte di Ryuji. Facendo in questo modo, potrebbe creare un clone e inserirlo nel grembo di una donna. Ma ciò che hanno dimenticato è che il clone di Ryuji avrebbe trasportato il virus Ring con i suoi geni. Inoltre, quando Ryuji rinacque, il virus scappò e mutò nel virus MHC. Disperato nel cercare la cura per il virus MHC, Kaoru si avventura nel profondo ovest nel deserto solo per incountrare una tempesta che lo lascia sull'orlo della morte. Viene poi salvato da un vecchio chiamato Eliot che ha appositamente creato tutti gli eventi per condurre Kaoru verso lui. Dopo aver essenzialmente risurto Kaoru, l'uomo spiega cosa era successo, e che, Kaoru è un clone di Ryuji. Come risultato, Kaoru ha un eccezionale dono di immunità al virus MHC. Per fermare il virus dal distruggere il mondo reale, Kaoru viene rinviato nel mondo di LOOP per risolvere (ed eventualmente fermare) il virus Ring. Uno dei principali problemi è che non potrà tornare indietro nel mondo reale per vedere suo padre (ancora all'ospedale) o Reiko di nuovo. Tuttavia, per salvarli, accetta. Dopo aver accettato, il vecchio trasferisce le molecole analizzate di Kaoru nel LOOP dove promette che Reiko può vederlo. Nel LOOP, Kaoru risolve il problema con l'aiuto di Ando. Vede il figlio risorto di Ando giocare nell'acqua. Una volta che Ando se ne va, Kaoru osserva le stelle chiedendosi di Reiko.